# Abaiara
Abaiara är en kommun i Brasilien.   Den ligger i delstaten Ceará, i den östra delen av landet, 1 300 km nordost om huvudstaden Brasília. Antalet invånare är 10 489.
Omgivningarna runt Abaiara är huvudsakligen savann. Runt Abaiara är det ganska glesbefolkat, med 48 invånare per kvadratkilometer.